# Оганезов, Сурен Сергеевич
Сурен Сергеевич Оганезов (1909—1976) — советский баскетболист и баскетбольный тренер. Заслуженный мастер спорта СССР (1948). Заслуженный тренер Грузинской ССР (1966).

## Биография
Игровую карьеру начал в тбилисской команде совторгслужащих. С 1930 года играет за местный «Строитель». С 1935 года до начала войны — игрок «Динамо».
Участник Великой Отечественной войны.
В 1944 года вернулся из действующей армии и стал игроком армейского клуба. В его составе стал дважды чемпионом (1944, 1946) и вице-чемпионом СССР (1945). В 1948 году удостоен звания заслуженный мастер спорта СССР.
По окончании игровой карьеры работал тренером по баскетболу в одной из ДЮСШ Тбилиси.